# 金斯科特
金斯科特（英語：Kingscote）是南澳大利亚州袋鼠岛北面的镇，1836年7月27日南澳大利亚公司首次在此建立殖民地，此即南澳大利亚州最早的欧洲殖民地，现在是该岛上最大的城镇，人口接近2000。
金斯科特位于袋鼠岛中部，往西距离弗林德斯蔡司国家公园（Flinders Chase National Park）约95公里，往东距离港口潘尼萧（Penneshaw）约42公里，镇上生活设施齐备，有很多海景旅馆，很多游客都把金斯科特作为游玩袋鼠岛的落脚点。
金斯科特机场（Kingscote Airport）位于小镇西南郊，是一座小型地区机场，目前运营有往来于阿德莱德（Adelaide）的固定航线，以及往来于墨尔本（Melbourne）的季节性航线。

## 鹈鹕
金斯科特的码头生活着上百只野生鹈鹕（Pelican），当地人John从上世纪九十年代开始每天定时给它们喂食，逐渐成为金斯科特一景，来袋鼠岛的游客往往都会在晚上到码头参观这场别致的喂食秀（收取一定费用）。在2017年，John和游客因费用产生了不愉快，并遭到当地旅游公司的抵制，加上身体原因，John停止了这项持续了二十多年的活动，如今生活在金斯科特的鹈鹕数量也大为减少。

## 小藍企鵝
2010年金斯科特共有706只小藍企鵝居住，但到2013年已迅速降至不足200只。原因可能是新澳毛皮海狮的增加。